# Édouard Kaiser
Édouard Kaiser est un peintre de paysages et de scènes de la vie industrielle et horlogère de La Chaux-de-Fonds, en Suisse, où il naît en 1855 et meurt en 1911.

## Biographie
Édouard Kaiser se forme d'abord dans l'atelier de son père, qui est lui-même graveur et guillocheur à La Chaux-de-Fonds,. Dès 1869, il suit des cours du soir de dessin et de peinture à l'école d'art de La Chaux-de-Fonds. Ses professeurs Jules-Jacques Jacquot-Guillarmod et William Hirschy l'encouragent dans sa carrière artistique. Il complète ensuite sa formation artistique grâce à des voyages à Paris, en Italie, en Belgique et aux Pays-Bas,.
Il obtient le brevet fédéral pour l'enseignement du dessin en 1879, et dès lors, donne des cours parallèlement à sa carrière artistique. Il est professeur de dessin à l'école primaire dès 1878, puis au gymnase de La Chaux-de-Fonds en 1903. La figure de l'artiste professeur, qui abandonne le projet d'une carrière auréolée de gloire au profit de la pédagogie et de transmission, apparaît progressivement au XIXe siècle. Le « Père Kaiser » en fait partie, et initie de nombreux futurs artistes de La Chaux-de-Fonds aux beaux-arts. Kaiser s'investit dans la pédagogie et l'enseignement du dessin, et vers 1894, il est le premier à faire travailler ses élèves avec des objets en trois dimensions (modèle en plâtre, plante, animal), et non plus des lithographies comme c'était le cas auparavant.
En 1892, son épouse Rosine Graber et lui-même ont un fils, Édouard Kaiser fils (1892 - 1957) qui deviendra lui aussi peintre.

## Œuvres
Édouard Kaiser est connu pour ses paysages et ses scènes de genre illustrant la vie industrieuse Chaux-de-Fonnière,. Son style réaliste et descriptif, teinté d'idéalisme rappelle les œuvres de son mentor Albert Anker, avec qui il entretient une longue correspondance dès 1892,,. C'est Anker qui incitera Kaiser à poursuivre ses choix de sujets humbles et mélancoliques,.
L'art moderne et les mouvements d'avant-garde ne se fleurissent pas à La Chaux-de-Fonds à la fin du XIXe siècle. La tradition figurative prévaut et le courant Chaux-de-Fonnier que l'on appellera le « réalisme socialiste », dont Kaiser est l'une des figures, se développe.
En 1900, il gagne une médaille d'argent à l'Exposition universelle de Paris avec son tableau Atelier de boîtiers,.
Ses œuvres sont principalement conservées au musée des beaux-arts de La Chaux-de-Fonds et au musée d'art et d'histoire de Neuchâtel.